# Assedio di Osimo
L'assedio di Osimo, avvenuto nel 539, fu un episodio della Guerra gotica (535-553) combattuta tra Ostrogoti e Bizantini per il possesso dell'Italia.

## Assedio
Belisario, attuando la sua consueta tattica prudente volta a conquistare tutti i centri fortificati lungo la via onde non correre il rischio di essere attaccato alle spalle, prima di intraprendere l'assedio di Osimo, decise di inviare parte dell'esercito ad assediare la città di Fiesole. L'esercito che assediò Fiesole era sotto il comando di Cipriano e Giustino, ed era rinforzato da truppe isaure e da cinquecento fanti aventi come loro comandante Demetrio. Belisario spedì inoltre le truppe di Martino, Giovanni e Faga presso il fiume Po affinché tenessero d'occhio le mosse del generale goto Uraia, le cui truppe avevano appena espugnato Milano. Belisario temeva che Uraia, uscito da Milano, marciasse contro di lui, per questo decise di tenere d'occhio le sue mosse. Le truppe inviate al Po conquistarono la città di Derthona (Tortona), priva di mura. Belisario nel frattempo con 11 000 combattenti assediò Osimo, la metropoli della regione del Piceno, a tre giornate da Ravenna. Osimo era posta su un alto colle e a causa della sua posizione era difficilmente espugnabile. Il re ostrogoto Vitige, ormai ben conoscendo la tattica prudente di Belisario, aveva deciso di dotare Osimo di una consistente guarnigione, al fine di rallentare il più possibile l'avanzata dell'esercito bizantino verso Ravenna, capitale del regno ostrogoto. Il piano funzionò e Belisario arrestò la sua marcia su Ravenna per procedere all'assedio di Osimo.
Belisario ordinò ai suoi soldati di costruire delle trincee ai piedi del colle. Mentre i soldati imperiali erigevano alla rinfusa le tende, la guarnigione ostrogota decise di approfittare del fatto che i soldati bizantini fossero sparsi (e quindi impossibilitati a prestarsi vicendevole soccorso) per effettuare sull'annottare una sortita dalla porta orientale, dove Belisario ancora proseguiva con le sue lance e pavesai a portare avanti le opere dell'accampamento. Tuttavia gli assaliti opposero valida resistenza e in breve tempo costrinsero gli assalitori alla fuga, inseguendoli fino alla metà del colle. Qui i Goti, confidando nella forte posizione del luogo, arrestarono la ritirata e tornarono a combattere scagliando frecce dall'alto contro gli imperiali uccidendone in buon numero, fino al sopraggiungere della notte, che pose fine al combattimento. Ritiratesi le due fazioni, esse mantennero alta la guardia per tutta la notte.
Il giorno successivo parecchi goti erano usciti all'alba per foraggiare nelle campagne limitrofe ricalcando poi la via della città per nulla consapevoli dell'arrivo dei nemici; cosicché, veduti i fuochi degli imperiali, furono colti da grande stupore e spavento: nonostante ciò una parte di essi riuscì a riparare entro le mura in occulto ingannando gli assediatori, mentre altri tentarono di nascondersi nelle foreste sperando di riuscire a raggiungere Ravenna ma caduti presto in mani nemiche vi persero la vita.
Belisario riteneva Osimo inespugnabile con gli assalti a causa delle validissime fortificazioni, e decise di prenderla per fame con uno stretto e rigoroso assedio. Non lontano dalla città vi era un suolo molto erboso di cui i Goti intendevano servirsene ogni giorno per pascolare; tuttavia gli assediatori, notatili, ogni giorno glielo impedivano, assalendoli e uccidendone molti. I Goti tentarono allora di ricorrere a uno stratagemma, prendendo delle ruote tolte dai carri e sorrette dai soli assi, e spingendole contro gli Imperiali in modo da intralciarne l'assalimento mentre erano intenti a segare l'erba; ma le ruote arrivarono in pianura senza toccare persona, costringendo i Goti a riparare di fuga nella città occupandosi di nuovi macchinamenti. Nascosero nelle valli vicine alle mura soldati scelti in modo che potessero tendere un'imboscata i soldati imperiali mentre assalivano i foraggiatori. I soldati imperiali rimasti negli accampamenti, notati i soldati barbari uscire fuori dai nascondigli, tentarono di avvisare i loro compagni urlando ad alta voce, ma a causa della grande distanza non furono uditi, e così i Goti, in superiorità numerica, ebbero la meglio nello scontro.
Belisario fu quindi consigliato dal suo consigliere Procopio di Cesarea di usare delle trombe per ordinare ai soldati di ritornare all'accampamento; in questo modo i soldati avrebbero certamente udito il richiamo della tromba e sarebbero tornati indietro evitando di essere colti in imboscata dai Goti. Procopio asserì che i trombettieri degli eserciti romani venivano addestrati nel dare due segnali: con un suono li esortava al combattimento e con un altro suono li richiamava nell'accampamento ogniqualvolta che il comandante lo ritenesse opportuno. Il problema era costituito dal fatto che questa arte era andata in disuso, e che una tromba sola non poteva essere usata per eseguire entrambi i suoni. Procopio suggerì a Belisario di esortare le truppe alla battaglia con trombe equestri e di ordinare la ritirata con trombe pedestri; i suoni sarebbero risultati distinguibili, a causa del diverso materiale di cui era costituita la tromba (le trombe equestri erano costituite da cuoio e legno, quelle equestri da metallo). Grazie a questo accorgimento, i trombettieri pedestri poterono avvisare i soldati avventatisi sui Goti intenti a foraggiare dell'uscita dai nascondigli dei Goti in imboscata ed essi poterono così tornare negli accampamenti senza subire perdite.
Dopo qualche tempo gli assediati goti, soffrendo la carenza di provviste, decisero di chiedere soccorso al loro re Vitige ricorrendo alla seguente frode per aggirare il blocco nemico: in una notte non illuminata dalla luna l'intero presidio urlò ad alta voce, incutendo nell'esercito assediante il timore che presto sarebbero stati attaccati; essi ricevettero dunque da Belisario l'ordine di rimanere fermi nelle proprie trincee, temendo anche la possibilità di un possibile attacco dell'esercito di stanza a Ravenna venuto in soccorso dell'assediata Osimo. In questo modo i messi goti poterono uscire dalla città e giungere dopo tre giorni di viaggio a Ravenna con le loro missive senza essere catturati dal nemico. I messi lessero la missiva a Vitige, e il re congedò gli inviati promettendo loro che sarebbe presto giunto in persona con l'intero esercito ostrogoto in soccorso di Osimo. Tuttavia non mantenne la promessa, temendo di essere intercettato dall'esercito di Giovanni. Inoltre Vitige si trovava in enormi difficoltà nel rifornire la propria armata di annona, al contrario degli Imperiali, padroni del mare e della fortezza di Ancona, nella quale avevano depositato tutte le vettovaglie mandate dalla Sicilia e dalla Calabria. I messi, nel frattempo, tornati a Osimo, riferirono alla guarnigione gota le promesse di Vitige, destando con ciò vane speranze. Nel frattempo Belisario fu informato della frode dai fuggitivi e ordinò una vigilanza più rigorosa per impedire il ripetersi in futuro di simili espedienti.
Nel frattempo Vitige ricevette richieste di soccorso anche dalla guarnigione gota di Fiesole, che stava opponendo strenua resistenza all'assedio dell'armata di Cipriano e Giustino, ma ormai priva di vettovaglie e ridotta nelle massime angustie. Vitige comandò allora al comandante Uraia di marciare con le truppe della Liguria sull'agro ticinese, e di soccorrere Fiesole, ormai sul punto di arrendersi. Uraia condusse il suo esercito dapprima a Pavia e poi, varcato il Po, si fermò a sessanta stadi di distanza dall'accampamento imperiale. Nessuna delle due parti diede principio al combattimento, accontentandosi gli imperiali dell'impedire ai Goti di soccorrere gli assediati e temendo i Goti le conseguenze di un'eventuale sconfitta, e così entrambi gli eserciti restarono nei propri accampamenti.
Nel frattempo Belisario fu informato dell'invasione dell'Italia ad opera dei Franchi di re Teodeberto I in aperta violazione dei trattati stipulati in precedenza con Ostrogoti e Bizantini; i Franchi erano desiderosi di approfittare del conflitto tra Ostrogoti e Bizantini per espandersi territorialmente ai loro danni e fare bottino. Procopio afferma che l'esercito invasore franco comprendesse all'incirca 100 000 guerrieri: di questi la maggioranza erano fanti (privi di arco e di asta, ma armati di spada, scudo e scure) mentre ben pochi erano i cavalieri (armati di lancia). Quando i Franchi attraversarono le Alpi e penetrarono in Liguria, evitarono di molestare gli Ostrogoti per farli illudere che fossero accorsi in loro soccorso e così poter attraversare agevolmente il Po. La guarnigione ostrogota di Pavia permise all'esercito franco, creduto loro alleato, di attraversare il Po mediante un ponte, e per ricompensa le donne e i figli dei Goti nelle vicinanze furono trucidati e gettati nel fiume dai Franchi che così rivelarono le loro reali intenzioni. I Goti, alla vista di sì orribile massacro, ripararono colmi di terrore a Pavia, e i Franchi assalirono a tradimento l'accampamento degli Ostrogoti, ancora convinti che i Franchi fossero loro alleati, volgendoli in fuga verso Ravenna. L'armata imperiale condotta da Martino e da Giovanni, veduta la fuga degli Ostrogoti, congetturò erroneamente che Belisario, procedendo a soccorrerli, avesse assalito l'accampamento del nemico, mettendolo in fuga, e decise di venirgli incontro, salvo imbattersi nell'esercito dei Franchi ed essere costretto a sua volta alla fuga attraverso la Tuscia. I soldati imperiali informarono per lettera Belisario dell'invasione dei Franchi. Belisario per tutta risposta scrisse a re Teodeberto accusandolo di violazione dei trattati e intimandogli di ritirarsi dall'Italia. Belisario era preoccupato che gli invasori franchi potessero assalirlo mentre assediava Osimo oppure assalire l'armata imperiale che stava assediando Fiesole. Nel frattempo, tuttavia, i Franchi furono colpiti dalla dissenteria, che sterminò un terzo del loro esercito, costringendoli a lasciare l'Italia.
Martino e Giovanni, dopo la ritirata dei Franchi, ripresero i loro posti onde impedire al nemico di soccorrere le città assediate dai Bizantini. Nel frattempo gli Ostrogoti assediati a Osimo, ignari dell'invasione dei Franchi e spazientiti per il mancato soccorso da Ravenna, decisero di implorare nuovamente soccorso a Vitige, ma dovevano aggirare la vigilanza degli assedianti. Corruppero quindi Burcenzio, soldato imperiale subordinato al comandante Narsete Persarmeno: lo avvicinarono un pomeriggio approfittando che fosse tutto solo di guardia affinché nessuno degli assediati uscisse per foraggiare, chiedendogli di portare una loro lettera a re Vitige a Ravenna in cambio di una lauta ricompensa in denaro. Burcenzio consegnò dunque la lettera a re Vitige. Nella lettera di risposta, che fu consegnata a Burcenzio, Vitige giustificò il mancato soccorso con l'invasione proditoria dei Franchi e promise che sarebbe presto accorso con l'intero esercito ostrogoto in loro soccorso. Burcenzio, dopo essersi giustificato con i suoi commilitoni per l'assenza attribuendola a una malattia che l'aveva spinto a rifugiarsi in un tempio, recapitò il messaggio di Vitige agli assediati, ricevendo la pattuita ricompensa in denaro. Gli assediati, letta la lettera, decisero di continuare a resistere, rifiutando le condizioni di resa di Belisario che pure erano ragionevoli. Dato che gli aiuti da Ravenna tardavano ancora ad arrivare, e poiché erano oppressi ancora di più dalla fame, spedirono di nuovo Burcenzio a Ravenna con un'altra lettera in cui dichiararono al re goto l'incapacità di tollerare la carenza di cibo per non più di altri cinque giorni; la risposta di Vitige, che continuava a dar loro false speranze di un soccorso da parte sua, li spinse a resistere ulteriormente.
Nel frattempo gli assedianti erano rimasti nell'incertezza se proseguirlo o meno, a causa dell'ostinatissima resistenza degli assediati, nonostante le loro tribolazioni. Belisario ordinò al suo generale subordinato Valeriano, che aveva al suo comando numerosi sclaveni (slavi), di catturare uno dei nemici in modo da costringerlo a confessare il motivo della loro ostinata resistenza. Uno di questi sclaveni ricevette il compito, con la promessa di una lauta ricompensa in denaro, di catturare uno dei nemici che sarebbero usciti nel tentativo di cibarsi dell'erba fuori le mura. Un mattino dunque lo sclaveno si nascose dietro un arboscello e stando in agguato assalì e catturò un nemico mentre si accingeva a segare l'erba e lo condusse stringendolo a metà vita con entrambe le mani all'accampamento imperiale, consegnandolo a Valeriano. Quest'ultimo chiese al prigioniero di confessare per quale motivo gli assediati opponessero una ostinata resistenza, ed egli confessò il tradimento di Burcenzio. Di fronte alla confessione del traditore, Belisario lo lasciò in balia dei suoi compagni, che lo bruciarono vivo in modo che pagasse il fio del suo tradimento.
Nel frattempo Belisario, di fronte all'ostinata resistenza degli assediati, decise di privarli dell'acqua, in modo da spingerli più facilmente alla resa. Era a conoscenza che i nemici traevano l'acqua da una fonte , ed escogitò un espediente per renderla inutilizzabile. Comandò per prima cosa ai suoi soldati di armarsi e fece loro circondare le mura in modo che i Goti sospettassero in breve tempo un generale assalto e dunque si tenessero ai merli per difenderli. Belisario ordinò inoltre a cinque Isauri noti come abili fabbri di penetrare nella grotta da dove usciva la fonte in modo da rovesciarne le pareti e rendere inutilizzabile la fonte. Costoro, protetti dagli scudi dei loro compagni, riuscirono a penetrare nella grotta; i loro compagni, bersagliati da frecce e altri proietti scagliati dalle mura dagli assediati, tornarono prontamente indietro, lasciando nella grotta i cinque isauri, protetti dai proietti nemici da una volta a protezione della caverna.
Gli assediati allora uscirono dalle mura da una porta ed ebbe inizio una battaglia fuori le mura. Nel corso di questa battaglia Belisario rischiò di essere colpito letalmente da una freccia ma uno dei suoi soldati, una lancia di nome Unegato, con un sacrificio eroico gli salvò la vita, facendogli scudo e venendo ferito gravemente al braccio destro, del quale perse l'uso. La battaglia, cominciata in mattinata, proseguì fino al pomeriggio, e in essa si distinsero soprattutto sette soldati armeni sotto il comando di Narsete Persarmeno e di Arazio, costringendo il nemico alla fuga; gli altri soldati imperiali incalzarono il nemico in ritirata, costringendolo a riparare entro le mura. A questo punto gli Imperiali, ritenuto erroneamente che gli Isauri avessero già abbattuto il serbatoio dell'acqua, si ritirarono nel loro accampamento. Al contrario gli Isauri non erano riusciti a levare una sola pietra, in quanto i suoi antichi costruttori l'avevano costruita così resistente da non farla cedere né alle ingiurie degli uomini né a quelle degli anni. Gli Isauri, una volta tornati i soldati nell'accampamento, furono costretti ad abbandonare la grotta senza riuscire a portare a termine il loro incarico. Belisario allora comandò alle truppe di avvelenare la fonte gettandovi carcasse di animali ed erbe nocive alla salute, e vi immergessero la calce. Nel frattempo gli assediati usarono un pozzo scarsissimo d'acqua entro le mura per continuare ad abbeverarsi.
Belisario, scartata la possibilità di impadronirsi della città con un assalto o di fare ulteriori tentativi riguardanti la grotta, decise di limitare ogni sua cura a una strettissima guardia degli assediati, sperando che la fame li avrebbe costretti alla resa. Il nemico tuttavia, sebbene oppresso dalla fame, continuava a resistere ostinatamente, nella vana attesa del soccorso da Ravenna. Nel frattempo gli assediati di Fiesole, oppressi anch'essi dalla fame e rendendosi conto che i promessi aiuti da Ravenna non sarebbero arrivati, decisero di arrendersi. Cominciate le negoziazioni con Cipriano e Giustino, consegnarono volontariamente se stessi e la fortezza agli Imperiali, dopo aver ottenuto la promessa di essere risparmiati. Una volta munito Fiesole di sufficiente presidio, Cipriano condusse i prigionieri e le truppe sotto le mura di Osimo. Belisario, mostrando ai difensori delle mura di Osimo i prigionieri goti catturati nell'assedio di Fiesole, li esortò ad arrendersi, dato che gli aiuti da Ravenna non sarebbero arrivati e continuando a resistere avrebbero ritardato solo il loro destino soffrendo ulteriormente la fame. Oppressi dalla fame, gli assediati si mostrarono questa volta disposti ad arrendersi, a condizione che fosse loro concesso di riparare a Ravenna con le proprie suppellettili. Belisario rimase indeciso sul da farsi, ritenendo nociva la congiunzione della guarnigione di Osimo con quella di Ravenna; tuttavia, era diventato impaziente di marciare su Ravenna, perché correva voce che i Franchi sarebbero accorsi in breve tempo in soccorso dei Goti, ma non intendeva nemmeno abbandonare le mura di Osimo prima di espugnarle; inoltre i soldati gli fecero pressioni affinché non concedesse alla guarnigione di Osimo di portarsi con sé il denaro, mostrandogli le ferite ricevute durante l'assedio, a causa delle quali ritenevano di avere il diritto di essere risarciti con le spoglie dei vinti. Alla fine fu concordato che metà del denaro custodito a Osimo fosse ceduto agli imperiali, e che la guarnigione gota sarebbe passata sotto il dominio e l'autorità imperiale. Questi accordi furono firmati da entrambe le parti con un giuramento, con i vincitori che promisero di attenersi ai patti, e la guarnigione gota che giurò che non avrebbe occultato alcuna delle loro ricchezze. Conclusi gli accordi, Osimo fu ceduta all'Impero e la sua guarnigione entrò a far parte dell'esercito imperiale.